# Châtenois (Vosges)
Châtenois település Franciaországban, Vosges megyében. Lakosainak száma 1721 fő (2022. január 1.). Châtenois Houécourt, Longchamp-sous-Châtenois, La Neuveville-sous-Châtenois, Rouvres-la-Chétive, Viocourt, Vouxey, Balléville, Courcelles-sous-Châtenois, Darney-aux-Chênes és Dolaincourt községekkel határos.

## Népesség
A település népességének változása:
| Lakosok száma | 1715 | 1705 | 1743 | 1706 | 1698 | 1702 | 1719 | 1720 | 1721 |
|               | 2013 | 2015 | 2016 | 2017 | 2018 | 2019 | 2020 | 2021 | 2022 |